# Nahim
Nahim, nombre artístico de Naim Jorge Elias Júnior (Miguelópolis, 11 de agosto de 1952 – Taboão da Serra, 13 de junio de 2024), fue un cantante brasileño.

## Carrera artística
Nacido en Miguelópolis, en el estado de São Paulo, en una familia de ascendencia libanesa, comenzó a tocar a los 10 años y formó su primer grupo, llamado New Edition, en la escuela. En su juventud, fue piloto de motociclismo y sufrió un traumatismo craneal en un accidente en la Autódromo José Carlos Pace.
En la década de 1980, fue descubierto por el productor Mister Sam, quien decidió lanzarlo con el nombre artístico de "Baby Face", grabando dos sencillos en inglés. En 1981, grabó su primer disco en portugués, con el éxito "Cala Essa Boca". Alcanzó la fama con los éxitos "Dá Coração", "Coração de Melão", "Taka Taka", "Olhos Abertos", entre otros, convirtiéndose en un gran ícono en los años 80. En total, lanzó 14 discos y 86 canciones.
El 19 de agosto de 1981 estuvo presente en la inauguración de TVS, que más tarde se convertiría en SBT, siendo apadrinado por Silvio Santos. Fue el segundo mayor ganador del programa "Qual É a Música?" del Programa Silvio Santos, donde en 1982 permaneció invicto durante ocho meses, siendo derrotado por el cantante José Luiz. Años después, cuestionó el resultado.
En 1987, fue contratado por Rádio Record para presentar el programa "Clube do Coração" hasta 1990, volviendo a hacerlo de 1999 a 2002. Entre 1991 y 1999, montó un estudio de grabación y se convirtió en productor musical de varios artistas, comenzando la era del pagode. Grabó discos también en español y en el género evangélico.

## Televisión
En 1984, después de terminar su primer contrato con SBT, comenzó a cantar y ser jurado en el programa "Cassino do Chacrinha" de TV Globo. Entre 2000 y 2001, presentó en Rede Record el programa "Amigos & Sucessos". En 2009, fue integrante del programa "Pânico na TV" en RedeTV!, donde hizo varias reportajes con "Amaury Dumbo" y "Fredy Mercury Prateado" y apadrinó a la Banda Vivanoite.
En 2010, participó en el reality show "Os Opostos se Atraem", emitido los domingos en SBT. Entre 2012 y 2013, formó parte del elenco de jurados del programa "Cante se Puder", el primer programa presentado por Patrícia Abravanel en SBT.
En 2014, integró el elenco del reality show de negocios "Aprendiz Celebridades", representando al Lar Escola Cairbar Schutel. Nahim fue uno de los ganadores de una dinámica preliminar del programa y pudo elegir a los integrantes de su equipo. En 2015, presentó el programa "Petrucio Melo Show", en lugar del presentador titular Petrucio Melo hasta su muerte y la extinción del programa al año siguiente. En ese mismo año, actuó como jurado en RedeTV! en el programa "João Kleber Show".
En abril de 2017, estrenó el "Programa do Nahim" en Rede Brasil, y en septiembre de ese mismo año fue anunciado como participante del reality show "A Fazenda: Nova Chance" de RecordTV. Fue el quinto eliminado el 19 de octubre de 2017 en la roça contra Rita Cadillac.
El 27 de abril de 2022, Nahim y su esposa actual Andreia Andrade fueron confirmados como una de las trece parejas participantes en la sexta temporada del reality show "Power Couple Brasil" de RecordTV.

## Política
En 2020, fue candidato a concejal por São Paulo por el Partido da Mobilização Nacional (PMN), pero desistió de la campaña seis días antes de las elecciones, considerando que aún "no era el momento" de ingresar en la política.

## Fallecimiento
Nahim falleció el 13 de junio de 2024 en su residencia en Taboão da Serra, São Paulo. El caso fue registrado preliminarmente como muerte sospechosa por la Secretaría de Seguridad Pública (SSP) de São Paulo. Según G1, se sospecha que el cantante falleció tras una caída por una escalera. Según la pericia inicial, se constató un traumatismo craneal y una lesión en el lado derecho del rostro del cantante; la causa de la muerte aún está siendo investigada. Nahim fue velado en la Alesp y sepultado en el cementerio municipal de su ciudad natal, Miguelópolis, en el interior de São Paulo.

## Discografía

### Álbumes de estudio
- Estrela Nova (1983)
- Tudo de Mim (1986)
- Ressucitou (1987)
- Próxima Atração (1988)

### Compactos y sencillos
- "Don't Push, Dance, Dance, Dance" (como Baby Face) (1980)
- "Glória" (1981)
- "Cale Esta Boca (Shaddap You Face)" (1981)
- "Melô do Tacka-Tacka" (1982)
- "Dá Coração" (1983)
- "Mau, Mau / Perfídia" (1983)
- "Olhos Abertos / Luz e Cor" (1984)
- "Coração de Melão" (1985)
- "Me Dá Me Dá / Coração Ferido" (1993)

## Filmografía
- 1981-86 - Qual É a Música?, Participante
- 1984 - Cassino do Chacrinha, Jurado
- 1987-1990, 1999-2002 - Clube do Coração - Apresentador
- 2000-01 - Amigos & Sucessos,Apresentador
- 2009 - Pânico na TV, Participações especiais
- 2010 - Os Opostos se Atraem, Participante
- 2012-13 - Cante se Puder, Jurado
- 2014 - O Aprendiz, Participante (10.º lugar), Temporada 10
- 2015 - Petrucio Melo Show, Apresentador
- 2017 - A Fazenda - Participante (12.º lugar), Temporada 9
- 2022 - Power Couple Brasil - Participante (11.º lugar),Temporada 6

## Vida personal
En 2019, fue arrestado por incumplir una medida de protección contra su exesposa. En ese momento, la defensa del cantante dijo que fue detenido después de visitar a los perros, que se quedaron con su exesposa. Nahim fue liberado después de que la justicia concediera un habeas corpus.
El cantante estaba casado con Andreia Andrade Jorge Elías.